# Liste der Naturschutzgebiete im Karlovarský kraj

Lage des Karlovarský kraj in Tschechien

Die Liste der Naturschutzgebiete im Karlovarský kraj umfasst kleinflächige geschützte Gebiete in der Region Karlsbad, Tschechien. Aufgenommen sind alle offiziell ausgewiesenen Naturreservate und Naturdenkmäler nach dem „Gesetz zum Schutz der Natur und der Landschaft 114/1992“ (Stand August 2008).
Für eine Gesamtübersicht siehe die Liste der Naturschutzgebiete in Tschechien.

## Nationale Naturreservate
| Name                   | Gründung | Größe [ha] | Lage                                                           | Beschreibung | Ansicht |
| ---------------------- | -------- | ---------- | -------------------------------------------------------------- | ------------ | ------- |
| Božídarské rašeliniště | 1965     | 929,57     | Karlovy Vary: Boží Dar, Jáchymov                               |              |         |
| Kladské rašeliny       | 1933     | 264.6      | Cheb: Lázně Kynžvart, Mariánské Lázně, Prameny; Sokolov: Rovná |              |         |
| Pluhův bor             | 1970     | 87,23      | Sokolov: Nová Ves                                              |              |         |
| Soos                   | 1964     | 210,00     | Cheb: Křižovatka, Skalná, Třebeň                               |              |         |
| Velké jeřábí jezero    | 1938     | 26,90      | Sokolov: Přebuz                                                |              |         |
| Velký močál            | 1969     | 50,27      | Sokolov: Přebuz                                                |              |         |

## Naturreservate
| Name                   | Gründung | Größe [ha] | Lage                                                           | Beschreibung | Ansicht |
| ---------------------- | -------- | ---------- | -------------------------------------------------------------- | ------------ | ------- |
| Amerika                | 1990     | 58,74      | Cheb: Františkovy Lázně, Cheb                                  |              |         |
| Bystřina               | 1992     | 49,02      | Cheb: Hranice                                                  |              |         |
| Chlum                  | 1947     | 3,45       | Karlovy Vary: Pšov                                             |              |         |
| Děvín                  | 1990     | 6,55       | Cheb: Křižovatka, Milhostov                                    |              |         |
| Hamrnický mokřad       | 1990     | 6,64       | Cheb: Mariánské Lázně                                          |              |         |
| Holina                 | 1990     | 40,72      | Cheb: Lázně Kynžvart                                           |              |         |
| Kosatcová louka        | 1990     | 1,44       | Cheb: Trstěnice                                                |              |         |
| Lipovka                | 1995     | 1,75       | Cheb: Dolní Žandov                                             |              |         |
| Malé jeřábí jezero     | 1962     | 6,02       | Karlovy Vary: Nové Hamry                                       |              |         |
| Mechové údolí          | 1998     | 6,64       | Cheb: Dolní Žandov, Lipová                                     |              |         |
| Mokřady pod Vlčkem     | 1995     | 40,62      | Cheb: Prameny                                                  |              |         |
| Oceán                  | 1969     | 42,79      | Karlovy Vary: Merklín, Nejdek, Pernink                         |              |         |
| Ostrovské rybníky      | 1998     | 61,99      | Karlovy Vary: Hájek, Hroznětín, Ostrov                         |              |         |
| Planý vrch             | 1966     | 11,26      | Cheb: Mnichov                                                  |              |         |
| Podhorní vrch          | 1997     | 31,85      | Cheb: Ovesné Kladruby                                          |              |         |
| Pomezní rybník         | 1990     | 1,76       | Cheb: Pomezí nad Ohří                                          |              |         |
| Prameniště Teplé       | 1993     | 44,89      | Cheb: Mnichov, Zádub-Závišín                                   |              |         |
| Rašeliniště u myslivny | 2007     | 28,72      | Sokolov: Nová Ves, Rovná                                       |              |         |
| Rathsam                | 1990     | 49,31      | Cheb: Cheb, Libá, Pomezí nad Ohří                              |              |         |
| Ryžovna                | 1996     | 20         | Karlovy Vary: Abertamy, Boží Dar                               |              |         |
| Smraďoch               | 1968     | 7,9        | Cheb: Mariánské Lázně                                          |              |         |
| Stráň u Dubiny         | 1990     | 9,96       | Cheb: Libá                                                     |              |         |
| Studna u Lužné         | 1997     | 23,90      | Cheb: Cheb, Libá                                               |              |         |
| Údolí Teplé            | 1992     | 172,00     | Cheb: Mnichov; Karlovy Vary: Otročín, Teplá; Sokolov: Nová Ves |              |         |
| U Sedmi rybníků        | 1990     | 5,29       | Cheb: Vojtanov                                                 |              |         |
| V rašelinách           | 1990     | 23,19      | Sokolov: Oloví                                                 |              |         |
| Vladař                 | 1970     | 11,71      | Karlovy Vary: Žlutice                                          |              |         |
| Vlček                  | 1966     | 62,29      | Cheb: Mnichov, Prameny                                         |              |         |
| Žižkův vrch            | 2004     | 11,26      | Cheb: Mariánské Lázně                                          |              |         |
| Ztracený rybník        | 1997     | 11,43      | Cheb: Hazlov                                                   |              |         |

## Nationale Naturdenkmäler
| Name                       | Gründung | Größe [ha] | Lage                             | Beschreibung | Ansicht |
| -------------------------- | -------- | ---------- | -------------------------------- | ------------ | ------- |
| Komorní hůrka              | 1933     | 7          | Cheb: Františkovy Lázně, Cheb    |              |         |
| Křížky                     | 1962     | 4,02       | Cheb: Prameny                    |              |         |
| Lužní potok                | 1992     | 123        | Cheb: Hranice                    |              |         |
| Skalky skřítků             | 1979     | 8,5        | Karlovy Vary: Doupovské Hradiště |              |         |
| Svatošské skály            | 1933     | 1,95       | Karlovy Vary: Hory               |              |         |
| Upolínová louka pod Křížky | 1990     | 17,77      | Cheb: Prameny                    |              |         |
| Železná hůrka              | 1961     | 3,5        | Cheb: Lipová                     |              |         |

## Naturdenkmäler
| Name                      | Gründung | Größe [ha] | Lage                                       | Beschreibung | Ansicht |
| ------------------------- | -------- | ---------- | ------------------------------------------ | ------------ | ------- |
| Čedičová žíla Boč         | 1960     | 1,33       | Karlovy Vary: Stráž nad Ohří               |              |         |
| Čedičové varhany u Hlinek | 1997     | 0,70       | Karlovy Vary: Bochov                       |              |         |
| Dominova skalka           | 1989     | 6,61       | Sokolov: Nová Ves                          |              |         |
| Goethova skalka           | 1972     | 2,57       | Cheb: Hazlov                               |              |         |
| Homolka                   | 1972     | 0,50       | Karlovy Vary: Bečov nad Teplou             |              |         |
| Hořečková louka na Pile   | 2004     | 1,54       | Karlovy Vary: Pila                         |              |         |
| Kamenný hřib              | 1980     | 0,08       | Sokolov: Šindelová                         |              |         |
| Koňský pramen             | 1996     | 0,01       | Cheb: Mariánské Lázně                      |              |         |
| Kynžvartský kámen         | 1990     | 0,02       | Cheb: Lázně Kynžvart                       |              |         |
| Milhostovské mofety       | 1993     | 0,24       | Cheb: Ovesné Kladruby                      |              |         |
| Moučné pytle              | 1997     | 0,62       | Sokolov: Loket                             |              |         |
| Podhorní slatě            | 2008     | 17,65      | Cheb: Ovesné Kladruby                      |              |         |
| Prachomety                | 1992     | 3,80       | Karlovy Vary: Toužim                       |              |         |
| Přebuzské vřesoviště      | 1992     | 89,79      | Sokolov: Přebuz                            |              |         |
| Rašeliniště Haar          | 1933     | 9,87       | Sokolov: Šindelová                         |              |         |
| Rotava                    | 1933     | 0,40       | Sokolov: Rotava                            |              |         |
| Sirňák                    | 1986     | 1,87       | Cheb: Ovesné Kladruby; Karlovy Vary: Teplá |              |         |
| Studenec                  | 1989     | 2,78       | Sokolov: Oloví                             |              |         |
| Šemnická skála            | 1936     | 8.44       | Karlovy Vary: Šemnice                      |              |         |
| Těšovské pastviny         | 2008     | 11,53      | Cheb: Milíkov                              |              |         |
| U cihelny                 | 1989     | 3,25       | Cheb: Hazlov                               |              |         |
| Údolí Ohře                | 1976     | 34,19      | Sokolov: Nové Sedlo, Staré Sedlo           |              |         |
| Valeč                     | 1992     | 576,74     | Karlovy Vary: Hradiště                     |              |         |
| Vernéřovské doly          | 1999     | 0,26       | Cheb: Aš                                   |              |         |
| Viklan                    | 1979     | 0,02       | Karlovy Vary: Bochov                       |              |         |
| Vlčí jámy                 | 1975     | 1,50       | Karlovy Vary: Potůčky                      |              |         |
| Vysoký kámen              | 1974     | 3,64       | Sokolov: Kraslice                          |              |         |